# スウィート (富田靖子の曲)
「スウィート」は1985年7月1日に日本コロムビアから発売された富田靖子の4枚目のシングル。

## 解説
前作「さびしんぼう」から約5か月ぶりのシングル。

## 収録曲
1. スウィート
作詞：三浦徳子／作曲：鈴木キサブロー／編曲：奥慶一
2. 嫌いキラキラ愛してる
作詞・作曲：奥野敦子／編曲：柴矢俊彦

## 備考
- 両曲とも富田の3枚目のオリジナル・アルバム、『男友達（）』に収録されている[2]。
- 富田のシングル曲はデビュー曲、「オレンジ色の絵葉書」から3枚連続で「21日に発売」という状態が続いたが、この曲で一旦途切れた（以降のシングル曲で21日に発売された作品は、「君はシンデレラ」「なんて素敵にジャパネスク」「私だけのアンカー」「悲しきチェイサー」「恋かくれんぼ」の5曲）[注釈 1]。
- 富田は1985年に3曲をリリースし、そのすべての曲を『おはようスタジオ』（テレビ東京）で歌っている[注釈 2]。
- オリコンチャートは最高50位であったが、同チャートへの登場回数は8回であった[1]。富田の曲が同チャートに6回以上登場したのは当曲が唯一である[注釈 3][1]。

## エピソード
夜のヒットスタジオDELUXEへの出演
- 同番組（1985年8月7日放送）へゲスト出演した際、井上順が「小学校の時から面白いんですよ」と語り、富田が通っていた小学校の卒業アルバムに書かれた寄せ書きを読んだ[注釈 4]。その話を聞いた芳村真理は「スポットライト当たってますよ」と褒めた。その後、富田は小学校の卒業時に書いた作文の話をし、「将来は歌手になりたくて、中学校2年でスカウトされて、中学校3年生で（以降略）」と未来の自分への予定を立てていたことを明かすと、井上は「その通りに大体なっちゃったね」と語り、芳村は「本当に？」と驚いた。この反応に対し、富田は「信じられなかったですよ」と語った（富田は1983年（当時14歳）に映画『アイコ十六歳』のオーディションに合格し、芸能界入りを果たしている）。
- 井上は「（富田は）オーディションを受けるとき、友達と一緒に受けた」という話をした後、富田が通った小学校の友達（同級生2人）をスタジオに招くと富田は博多弁で驚いたが、その後しゃべらなくなってしまったため、芳村は（博多弁で話したことを）「いいのよいいのよ」とフォローした後、（富田がしゃべらないことに対して）「いいからいいからしゃべりなさい」と注意した[注釈 5]。
- 富田の友達は井上に促されて自己紹介[注釈 6]をした後、司会（井上と芳村）は「（富田が）子供だった頃の印象」や「富田がオーディションで歌った曲」を富田の友達に質問した。それらのトークの後、富田は『スウィート』を歌った（同級生はステージ内に設けられたベンチ[注釈 7]で観覧し、手拍子でエールを送った）。

備考
- 富田は同番組で薬師丸ひろ子と共演し、同番組内のオープニングトークで薬師丸と握手を交わした[注釈 8]。なお、薬師丸とは2013年11月25日にTBS系列で放送された、『こうのとりのゆりかご〜「赤ちゃんポスト」の6年間と救われた92の命の未来〜』というテレビドラマで再び共演している。